# Ситников, Николай Васильевич
Николай Васильевич Ситников (4(17) июля 1910, Екатеринбург — 23 июня 1993, Екатеринбург) — российский театральный художник. Народный художник РСФСР (1973). Заслуженный деятель искусств РСФСР (1958) Член Союза художников СССР с 1939 года.

## Биография
Родился 4(17) июля 1910 года в Екатеринбурге в семье железнодорожника. Был восьмым ребенком в семье. В три года остался без матери и был отдан на воспитание к дедушке в деревню, где и проявилась его любовь к рисованию.
В 13 бросил школу, работал разнорабочим в промышленной артели.
В 1926 году в газете «Уральский рабочий» увидел объявление о наборе на вечерние курсы рисунка для рабочих и служащих при Свердловском скульптурном техникуме. После шестимесячных курсов поехал в Москву поступать на рабфак искусств, в 1928-29 гг. проходил курс живописи в мастерской П. П. Кончаловского. Во время учёбы подрабатывал в Большом театре, где его увлекла возможность оформления театральных постановок.
С 1930 г. продолжил обучение в Институт живописи, скульптуры и архитектуры имени Ильи Репина в Ленинграде одновременно на двух факультетах театрально-декорационном и живописном. Ученик А. А. Осмёркина.
В 1935 г. дебютировал как художник-постановщик оперы Ю.Левитина «Монна Марианна» в Театре оперы и балеты в Ленинграде.
В 1938 году окончил институт и начал работать в Уфимском театре оперы и балета, оформлял балеты «Евгений Онегин» и «Русалка».
С 1944 года — в Свердловске, сначала работает в театре юного зрителя и театре музыкальной комедии. Потом 35 лет являлся главным художником Свердловского театра оперы и балета.
В его оформлении более 150 постановок, среди которых — «Лебединое озеро», «Спящая красавица», «Царская невеста», «Борис Годунов», «Риголетто», «Князь Игорь», «Манон», «Дон Жуан».
Преподавал в Свердловском художественном училище (1974—1978), работал со студентами первого набора и выпуска театрального отделения. Основатель и председатель секции художников театра и кино при Союзе театральных деятелей в г. Свердловске.
Похоронен в Екатеринбурге на Широкореченском кладбище.

### Семья
Был женат, сыновья Никита, Кирилл, Даниил и Василий.